# Andrzej Buś
Andrzej Buś (ur. 21 września 1943 w Krakowie, zm. 2 września 2003) – działacz kultury i publicysta. 
Ukończył LO w Suchej Beskidzkiej, SN w Krakowie o specjalności biologia, Studium Bibliotekarstwa (1969). 
Początkowo pracował jako nauczyciel i bibliotekarz w Budzowie. Od 1976 roku, jako pracownik kultury UG Tomice. Był nie tylko animatorem życia kulturalnego gminy, ale czynnie przez wiele lat uprawiał publicystykę prasową, zarówno w prasie regionalnej jak i lokalnej.
Redaktor naczelny wydawanego w 1991–1992 roku miesięcznika "Między Wisłą a Skawą", redaktor "Nad Skawą" (1993–95). Opublikował kilka poważniejszych opracowań nt. dziejów regionu, historii poligrafii na Ziemi Wadowickiej. Jest autorem monografii o Witanowicach (1995) oraz dwóch części "Legend Nadskawia" (1995, 1997). Organizator konkursów, wystaw, współorganizator plenerów malarskich. Był związany z gminą w Tomicach.